# Михеев, Кирилл Владимирович
Кири́лл Влади́мирович Михе́ев (род. 27 апреля 1998, Нижний Новгород) — российский профессиональный баскетболист, играющий на позиции центрового.

## Карьера
Михеев воспитанник спортшколы и молодёжного проекта ЦСКА. Его первый тренер — Юрий Геннадьевич Кононенко.
Выступая за армейцев, в сезоне 2014/2015 стал серебряным призёром ДЮБЛ. Также в составе молодёжных команд ЦСКА стал трёхкратным чемпионом Единой молодёжной лиги ВТБ (2016, 2017, 2018).
С сезона 2017/2018 начал принимать участие в матчах Суперлиги-1 в составе ЦСКА-2. За 4 сезона Кирилл отыграл в турнире 110 матчей и стал капитаном команды.

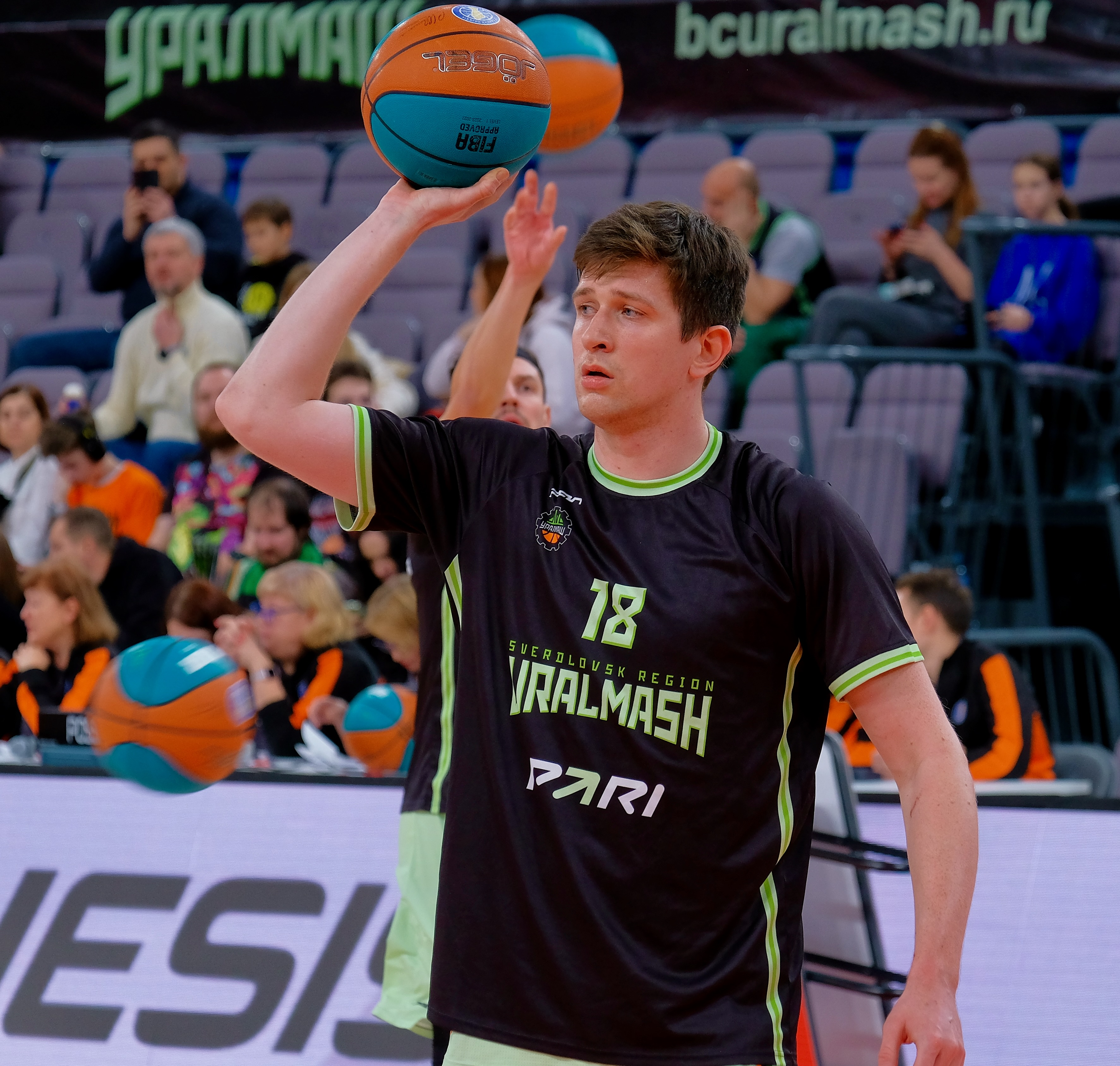
Кирилл Михеев в составе «Уралмаш»

В июле 2021 года Михеев подписал контракт с «Уралмашем». В составе команды Кирилл стал двукратным чемпионом Суперлиги. В июне 2023 года продлил контракт с клубом.
В январе 2025 года Михеев перешёл в «Динамо» (Владивосток).

## Сборная России
В мае 2018 года Михеев был вызван в молодёжную сборную России (до 20 лет) для подготовки к чемпионату Европы в дивизионе В. По итогам тренировочных сборов и международных турниров в Черногории и Латвии, Кирилл вошёл в окончательную заявку молодёжной сборной России для участия в турнире. Заняв 4 место, игрокам сборной не удалось выполнить задачу по возвращению команды в дивизион А. В матче за 3 место сборная России уступила Латвии (76:62). Средняя статистика Михеева в турнире составила 3 очка и 3,3 подбора за матч.

## Достижения
- Чемпион Суперлиги (2): 2021/2022, 2022/2023
- Чемпион Единой молодёжной лиги ВТБ (3): 2015/2016, 2016/2017, 2017/2018
- Бронзовый призёр Кубка России: 2023/2024